# 배스 확산 모형
배스 확산 모형(Bass diffusion model)은 미국의 마케팅학자 프랭크 배스가 만든 소비자의 신제품 수용 확산에 대한 모형이다. 이는 새로운 제품이 모집단에 채택되는 과정을 설명하는 간단한 미분방정식으로 구성된다. 이 모델은 신제품의 현재 채택자와 잠재적 채택자가 상호 작용하는 방식에 대한 이론적 근거를 제시한다. 모델의 기본 전제는 채택자가 혁신가 또는 모방자로 분류될 수 있으며 채택 속도와 시기는 혁신 정도와 채택자 간의 모방 정도에 따라 결정된다는 것이다. 배스 모델은 예측, 특히 신제품 판매 예측 및 기술 예측에 널리 사용되었다.
1969년에 프랭크 배스는 내구소비재 제품을 위한 새로운 제품 성장 모델에 관한 논문을 발표했다.  이에 앞서 에버렛 로저스는 제품 채택의 다양한 단계를 설명하는 매우 영향력 있는 저서인 혁신의 전파를 출판했다. 배스는 이 개념에 몇 가지 수학적 아이디어를 제공했다. 로저스 모델은 제품 수명주기의 4단계(도입, 성장, 성숙, 쇠퇴)를 모두 설명하는 반면, 배스 모델은 처음 두 단계(도입, 성장)에 중점을 둔다. 배스-모델 확장 중 일부는 마지막 두 가지(성숙 및 쇠티)에 대한 수학적 모델을 제공한다.

## 같이 보기
- 혁신의 전파